# قائمة الصحفيين العراقيين القتلى خلال عام 2014
| تسلسل | أسم                  | وسيلة إعلامية         | محل وتاريخ الوفاة       |
| 1     | فراس محمد عطية       | قناة الفلوجة          | 20-1-2014               |
| 2     | ثائر محمد مانع       | -                     | بغداد 13-2-2014         |
| 3     | مثنى عبد المحسن      | قناة العراقية         | بابل 9-3-2014           |
| 4     | خالد عبد ثامر        | قناة العراقية         | بابل 9-3-2014           |
| 5     | محمد بديوي           | إذاعة العراق الحر     | بغداد 22-3-2014         |
| 6     | واثق الغضنفري        | فضائية الموصل         | الموصل 27-3-2014        |
| 7     | همام محمد            | قناة التغير الفضائية  | الرمادي 9-4-2014        |
| 8     | خالد علي             | قناة العهد الفضائية   | الخالص                  |
| 9     | معتز جميل            | قناة العهد الفضائية   | الخالص 15-6-2014        |
| 10    | فاطمة عمر عبد الكريم | -                     | بغداد 22-8-2014         |
| 11    | علي غزاي المياحي     | صحيفة قطوف            | بغداد الجديدة 10-9-2014 |
| 12    | رعد العزاوي          | -                     | قضاء العلم 10-10-2014   |
| 13    | عمار عامر لطوفي      | قناة الأنبار الفضائية | الرمادي 12-10-2014      |
| 14    | علي رشم              | -                     | جرف النصر 15-11-2014    |

المصدر : نقابة الصحفيين العراقيين 

## اقرأ ايضاً
- الصحفيون العراقيون القتلى والمفقودين خلال عامي 2006 و2007
- قائمة الصحفيين القتلى في العراق
- قائمة الصحفيين العراقيين القتلى عام 2013